# Vlag van de Achterhoek

Vlag van de Achterhoek

De vlag van de Achterhoek is een streekvlag. De Achterhoek is geen officiële Nederlandse regio, en kan daarom ook geen officieel vastgestelde vlag hebben. Echter, in 2018 heeft op initiatief van de organisatoren van de stichting 'Pak An', de Zwarte Cross en Grolsch een prijsvraag plaatsgevonden, die 475 inzendingen opleverde. Uiteindelijk werd daaruit een ontwerp van Paul Heutinck gekozen. Ondanks dat deze vlag geen wettelijke erkenning heeft, wordt hij getoond bij meerdere evenementen, bij voetbalclub De Graafschap, en ook gesteund door onder andere de Stichting Achterhoeks Toerisme. Door meerdere landelijke media werd aandacht aan de vlag geschonken, waaronder het NOS Journaal en de NOS-website.
Achterhoek Nieuws, uitgever van 13 lokale Achterhoekse kranten, plaatst sinds augustus 2018 deze vlag op de voorpagina van hun kranten.
Inmiddels wordt de vlag overal in de Achterhoek zeer veelvuldig getoond.
Over het gebruik van de vlag bij gemeentehuizen is nog discussie.

## Ontwerp

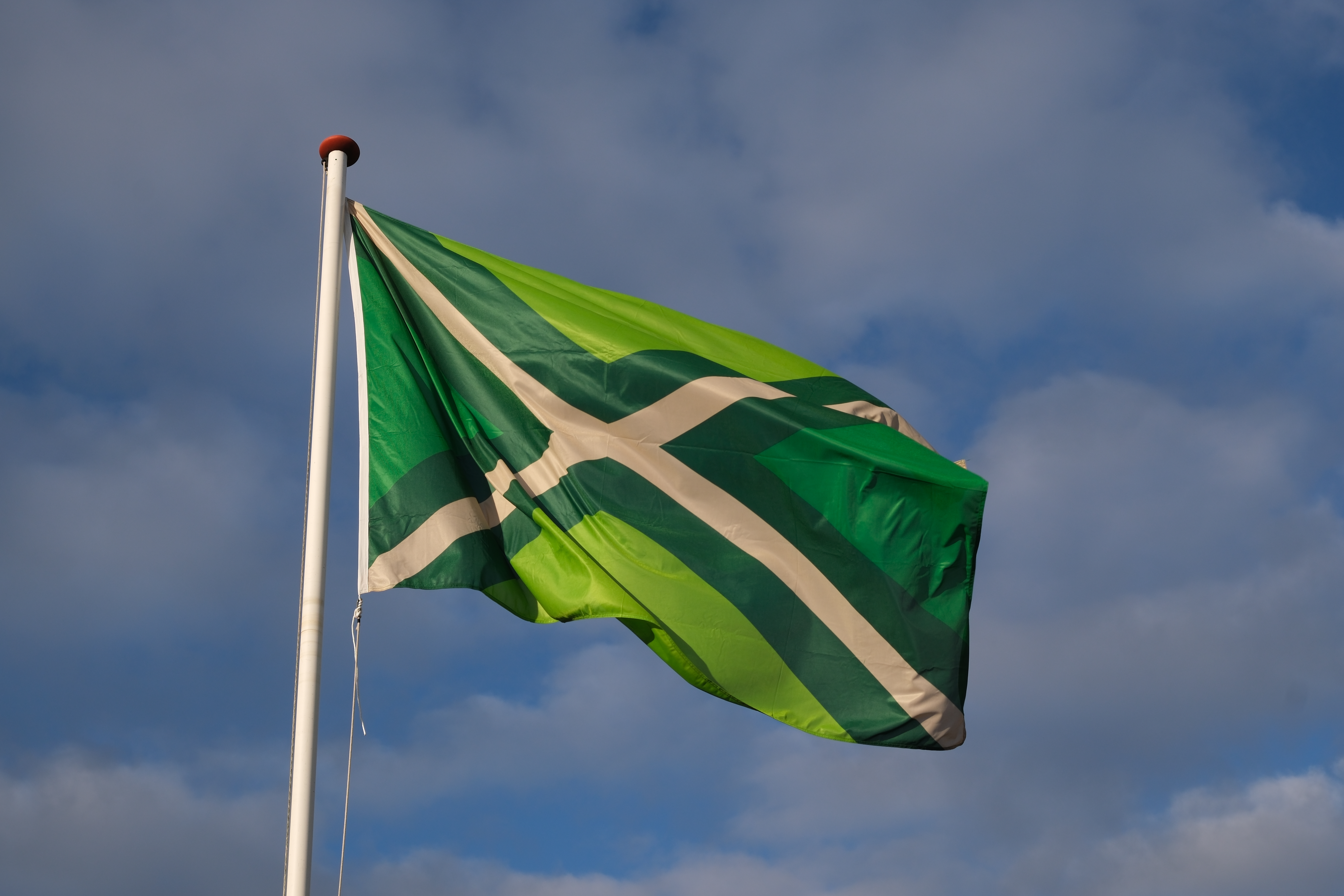

De vlag bestaat uit een crèmekleurig diagonaal licht gekromd kruis dat omzoomd is met een donkergroene rand, en daarbuiten een tweetal middelgroene en een tweetal lichtgroene driehoeken. De vlag is geïnspireerd door het Achterhoekse coulisselandschap. De verschillende kleuren groen representeren de weilanden en bossen in de Achterhoek; het licht gebogen witte kruis verbeeldt de Achterhoekse kronkelwegen met bomenrijen erlangs.